# Грязновка (городской округ Семёновский)
Грязно́вка — деревня в городском округе Семёновский Нижегородской области. Входит в состав Пафнутовского сельсовета.

## Описание
Расположена в 15 км от административного центра сельсовета — Пафнутово и 64 км от областного центра — Нижнего Новгорода, на правом берегу реки Линды.Расположена неподалёку от урочища Каменный Ручей

## Население
| 2002 | 2010 |
| ---- | ---- |
| 14   | ↘7   |